# Zachodni Żelazny Szczyt
Zachodni Żelazny Szczyt (słow. Západný Železný štít, niem. Westliche Eisernetorspitze, węg. Nyugati-Vaskapu-csúcs, 2359 m) – szczyt w głównej grani Tatr Wysokich w ich słowackiej części. Znajduje się w niej pomiędzy Żłobistą Kopką oddzielony od niej Niżnią Żłobistą Przełączką a Śnieżnymi Kopami, od której oddziela go przełęcz Zachodnie Żelazne Wrota. Wierzchołek nie jest dostępny dla turystów, nie prowadzą na niego, podobnie jak na pobliskie obiekty, żadne znakowane szlaki turystyczne.
Zachodni Żelazny Szczyt to szczyt zwornikowy. Na południowy zachód w kierunku Doliny Złomisk odchodzi od niego krótka grań wznosząca się zarówno nad Zmarzłą Kotliną, jak i Dolinką Rumanową. Znajduje się w niej Przełęcz pod Kozią Strażnicą, a kulminacją jej jest Kozia Strażnica. Na północ, do Kaczego Żlebu, ze szczytu opada krucha ściana o skośnej podstawie i deniwelacji dochodzącej do 200 m. Ku południowemu zachodowi do Żelaznej Kotliny opada ściana nie tylko dwukrotnie niższa, ale także mniej stroma.

## Nazwa
Nazwa tego szczytu przeszła ewolucję, którą Władysław Cywiński opisuje jako „zdroworozsądkową” (im krótsza, tym lepsza):
- w 1912 r. Janusz Chmielowski – Północno-Zachodni Szczyt Żelaznych Wrót,
- w 1962 r. Witold Henryk Paryski w 10. tomie przewodnika Tatry Wysokie – Zachodni Szczyt Żelaznych Wrót,
- w 1973 r. W.H. Paryski w Wielkiej encyklopedii tatrzańskiej – Zachodni Szczyt Żelaznych Wrót,
- w 1995 r. W.H. Paryski w Wielkiej encyklopedii tatrzańskiej – Zachodni Żelazny Szczyt[3].

Pierwotnie nazwą „Żelazne” określano tylko przełęcz Wschodnie Żelazne Wrota, później „Żelaznymi” nazwano także przełęcz zachodnią i otaczające je skały. Nazwy te pochodzą od tego, że owe przełęcze wyglądają jak specjalnie wykonane otwory, jak gdyby wrota czy bramy, a otaczające je ciemne skały przypominają żelazo. Takie „żelazne” nazwy występują nie tylko w Tatrach, ale także poza nimi w różnych krajach. Powstały niezależnie od siebie i oznaczają otoczone skałami górskie przełęcze lub przełomy rzek.

## Taternictwo
Szczyt nie jest dostępny dla turystów, nie prowadzą na niego, podobnie jak na pobliskie obiekty, żadne znakowane szlaki turystyczne.
Pierwsze wejścia turystyczne
- Jakub Bachleda i Klemens Bachleda, 28 lipca 1905 r. – letnie,
- Endre Maurer i D. Wondracsek, 24 marca 1912 r. – zimowe[4]

Drogi wspinaczkowe
1. Z Niżniej Żłobistej Przełączki, północno-zachodnią granią; I w skali tatrzańskiej, czas przejścia 10 min
2. Północną ścianą; IV, bardzo duża kruszyzna, 2 godz. 30 min
3. Z Zachodnich Żelaznych Wrót południowo-wschodnią granią; I, 30 min
4. Południowo-wschodnią ścianą z Żelaznej Kotliny; III, 45 min[3].

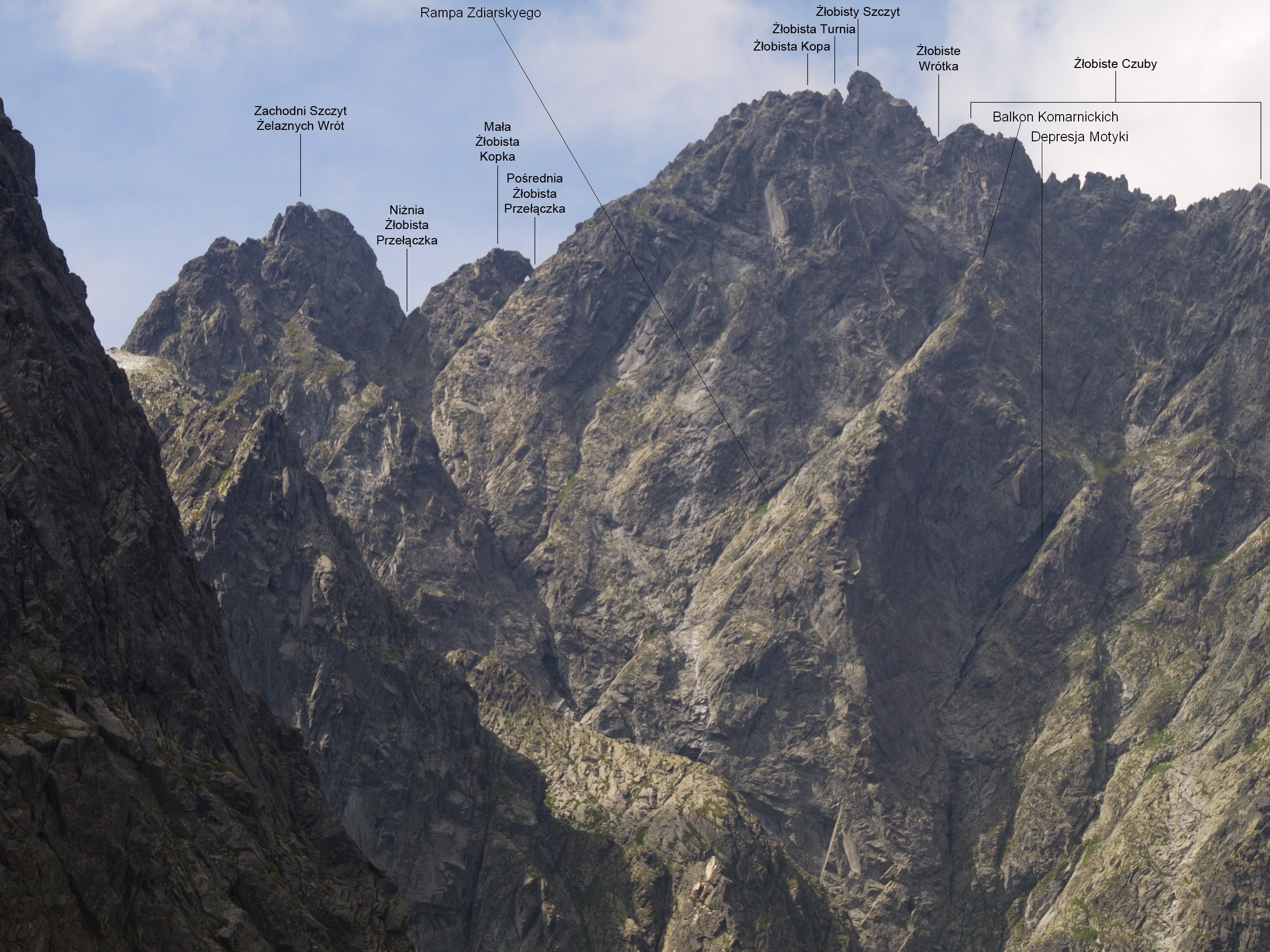
Widok z Doliny Litworowej